# Ian Allinson
Ian James Robert Allinson (Hitchin, 1º ottobre 1957) è un allenatore di calcio ed ex calciatore inglese, di ruolo centrocampista.

## Caratteristiche tecniche
Era un'ala.

## Carriera

### Giocatore
Esordisce tra i professionisti il 19 aprile 1975 nella partita di campionato pareggiata per 2-2 dal Colchester Utd (club della terza divisione inglese) in casa contro il Preston N.E.; si tratta comunque della sua unica presenza stagionale, anche se già dalla stagione successiva viene aggregato in pianta stabile alla prima squadra, con cui nella Third Division 1975-1976 (conclusa con la retrocessione del club in quarta divisione) gioca 5 partite. Nella stagione successiva inizia a giocare regolarmente da titolare, contribuendo con 7 reti in 39 presenze all'immediato ritorno in terza divisione degli U's, con cui gioca da titolare nelle successive quattro stagioni, tutte in questa categoria; dal 1981 al 1983 gioca invece nuovamente in quarta divisione: sono le sue due migliori stagioni in carriera dal punto di vista realizzativo, dal momento che in entrambe supera quota 20 gol (21 e 22 rispettivamente), mentre in precedenza non aveva mai segnato più di 7 reti in un singolo campionato. Nell'estate del 1983 dopo 362 presenze e 82 reti fra tutte le competizioni ufficiali lascia il Colchester United per passare all'Arsenal, con cui all'età di 26 anni nella stagione 1983-1984 esordisce in prima divisione: la sua prima stagione con i Gunners è vissuta ai margini della rosa (solamente 9 presenze in campionato), ma nella stagione 1984-1985 si impone tra i titolari, andando in rete per 10 volte in 27 presenze, a cui aggiunge 6 reti in 33 presenze nella stagione successiva. Dopo un biennio da titolare, nella stagione 1986-1987 torna a giocare con minor frequenza, facendo registrare 14 presenze. Nell'estate del 1987 passa allo Stoke City, club di seconda divisione: dopo sole 9 presenze, nell'ottobre del 1987 si trasferisce al Luton Town; con gli Hatters conclude la stagione mettendo a segno 3 reti in 27 presenze in prima divisione. Nella stagione 1988-1989 gioca poi ulteriori 5 partite in questa categoria, per poi a campionato iniziato far ritorno al Colchester United, in quarta divisione, categoria nella quale va in rete per 7 volte in 25 partite, a cui aggiunge 3 reti in 13 presenze nei primi mesi della stagione 1989-1990, grazie ai quali arriva ad un bilancio totale di 408 presenze e 94 reti con la maglia del Colchester United fra tutte le competizioni ufficiali. Chiude infine la carriera nel 1992, dopo quasi un triennio trascorso come giocatore ed allenatore dei semiprofessionisti del Baldock Town.

### Allenatore
Lasciato il Baldock Town allena per un biennio lo Stotfold, club della United Counties League (ottava divisione), che lascia al termine della stagione 1993-1994 per andare ad allenare il Corby Town. Dopo pochi mesi si dimette e fa ritorno allo Stotfold, con cui trascorre le successive quattro stagioni. Negli anni seguenti allena in due diversi periodi i Barton Rovers nella Division One della Southern Football League (settima divisione), l'Harlow Town nella Division One della Isthmian League (settima divisione), il Template:Calcio Boreham Woodn nella Division One East della Southern Football League (settima divisione) e per un biennio nuovamente lo Stotfold, con cui nella stagione 2007-2008 vince la United Counties League (nel frattempo divenuta nona divisione).
Nell'estate del 2008 fa ritorno al Boreham Wood, in Isthmian League (settima divisione); al termine della stagione 2009-2010 vincendo i play-off conquista la promozione in National League South (sesta divisione), categoria in cui allena il club fino alle sue dimissioni al termine della stagione 2014-2015. Nel febbraio del 2016 dopo quasi una stagione di inattività diventa allenatore del St Albans City, sempre in questa categoria. Il 29 settembre 2022, dopo quasi sei anni dal suo arrivo nel club, rescinde consensualmente il contratto, restando tuttavia nel club a lavorare come responsabile commerciale, ruolo che già aveva ricoperto in precedenza in aggiunta a quello di allenatore.

## Palmarès

### Allenatore

#### Competizioni regionali
- United Counties League: 1

Stotfold: 2007-2008
- Bedfordshire Senior Cup: 2

Stotfold: 1993-1994, 2007-2008
- Herts Senior Cup: 1

Boreham Wood: 2013-2014